# Sector privat
El sector privat és la part de l'economia integrada pels agents econòmics (economies domèstiques i empreses) que prenen decisions sense interferències formals de l'autoritat política, sense més limitacions que les lleis vigents que regulen les activitats. En contraposició al “primer sector” o sector públic (governamental i no lucratiu), el “segon sector” o sector de l'empresa privada té un afany lucratiu.

## Agents econòmics del sector privat
Les families i les empreses conformen el sector privat de l'economia. Les famílies són les subministradores dels factors de producció i compradores de béns i serveis. Per la seva part, les empreses ofereixen els béns i serveis i demanden els factors productius necessaris per desenvolupar els seus processos.

## Relació amb els altres sectors
El sector privat té un caràcter lucratiu, busca maximitzar la diferència entre els fluxos monetaris d'ingressos i despeses, per contra el sector public, de caràcter no lucratiu no persegueix el benefici comptable, però sí el benefici econòmic en un sentit ampli que generi benestar general dels administrats. Per tot això, considera els costos i beneficis no monetaris i les valoracions dels ciutadans a les diferents alternatives. El tercer sector, coincideix amb el sector públic en el seu caràcter no lucratiu. El sector privat i el tercer sector tenen un comportament d'intercanvi unidireccional cap als beneficiaris, diferent del comportament d'intercanvi bidireccional de l'administració amb els ciutadans, transferint serveis públics i recaptant impostos i resta de tributs en sentit invers.
En els països occidentals existeix l'anomenada economia mixta, on encara que moltes de les activitats econòmiques siguin realitzades per les empreses privades, altres són realitzades per l'Estat. Hi ha tot un conjunt de reglamentacions, impostos i subvencions que influeixen en la conducta del sector privat. Aquest monopoli en el poder de dictar normes d'obligat cumpliment pels ciutadans defineix una de les característiques pròpies del sector públic que és el seu comportament coactiu.